# Gélannes
Gélannes est une commune française, située dans le département de l'Aube en région Grand Est.

## Géographie

### Communes limitrophes
|                            | Saint-Hilaire-sous-Romilly |                        |
| Saint-Hilaire-sous-Romilly | Gélannes                   | Pars-lès-Romilly       |
|                            | Saint-Martin-de-Bossenay   | Saint-Loup-de-Buffigny |

| - OpenStreetMap imite communale |

### Hydrographie

#### Réseau hydrographique
La commune est dans la région hydrographique « la Seine de sa source au confluent de l'Oise (exclu) » au sein du bassin Seine-Normandie. Elle est drainée par le Moulinard,.

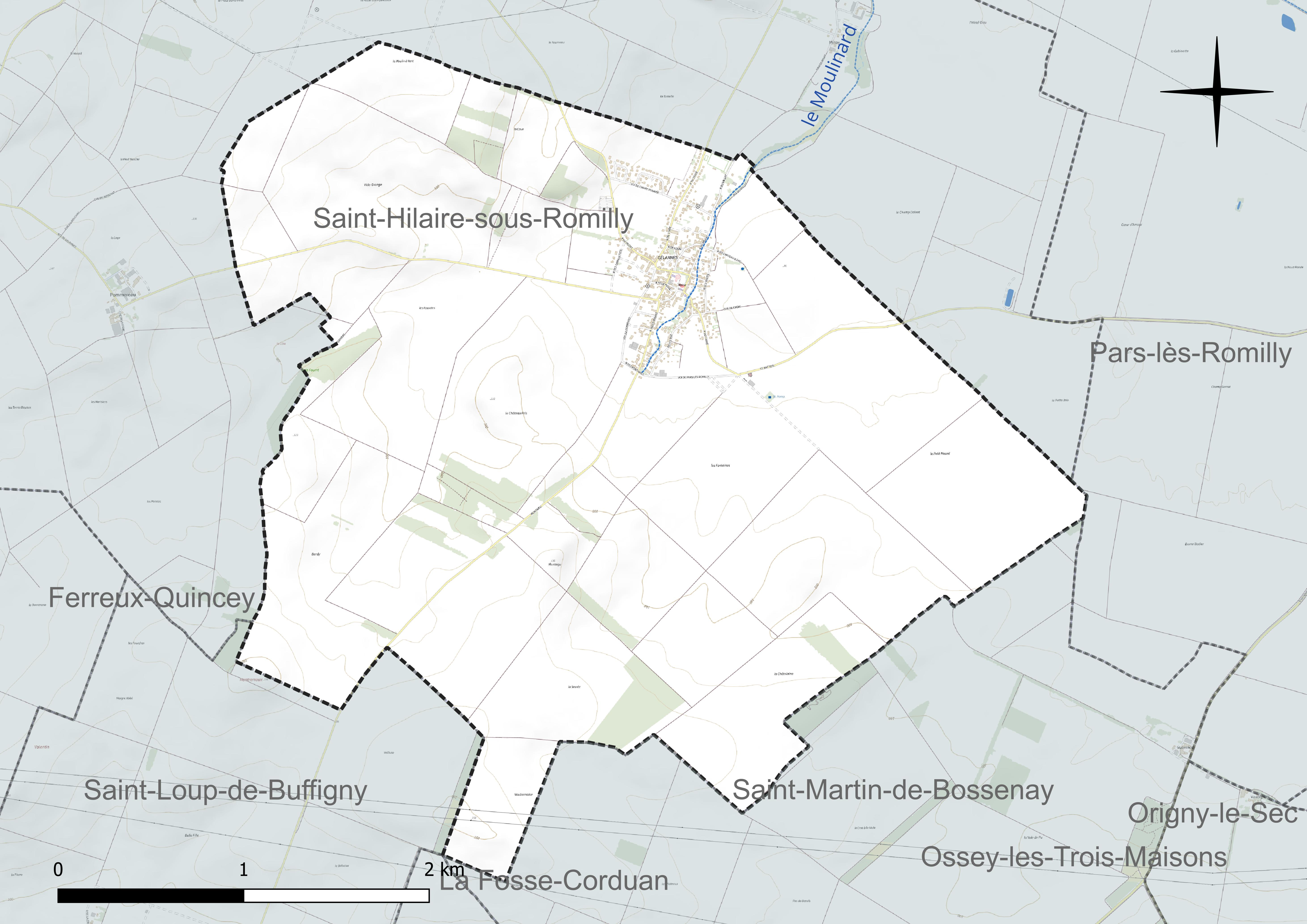
Réseau hydrographique de Gélannes.

#### Gestion et qualité des eaux
Le territoire communal est couvert par le schéma d'aménagement et de gestion des eaux (SAGE) « Bassée Voulzie ». Ce document de planification concerne le territoire du bassin versant de l'Armançon qui s’étend sur 1 710 km2 et se répartit sur trois départements (l'Aube, l'Yonne et la Marne). Le périmètre a été arrêté le 2 septembre 2016, le diagnostic a été validé le 29 novembre 2022. La structure porteuse de l'élaboration et de la mise en œuvre est le Syndicat mixte ouvert de l’eau potable, de l’assainissement collectif, de l’assainissement non collectif, des milieux aquatiques et de la démoustication (SDDEA), dont le siège est à Troyes.
La qualité des cours d’eau peut être consultée sur un site dédié géré par les agences de l’eau et l’Agence française pour la biodiversité.

### Climat
Pour des articles plus généraux, voir Climat du Grand Est et Climat de l'Aube.
En 2010, le climat de la commune est de type climat océanique dégradé des plaines du Centre et du Nord, selon une étude du Centre national de la recherche scientifique s'appuyant sur une série de données couvrant la période 1971-2000. En 2020, Météo-France publie une typologie des climats de la France métropolitaine dans laquelle la commune est exposée à un climat océanique altéré et est dans la région climatique Nord-est du bassin Parisien, caractérisée par un ensoleillement médiocre, une pluviométrie moyenne régulièrement répartie au cours de l’année et un hiver froid (3 °C).
Pour la période 1971-2000, la température annuelle moyenne est de 10,6 °C, avec une amplitude thermique annuelle de 15,8 °C. Le cumul annuel moyen de précipitations est de 706 mm, avec 11,5 jours de précipitations en janvier et 7,5 jours en juillet. Pour la période 1991-2020, la température moyenne annuelle observée sur la station météorologique de Météo-France la plus proche, « Romilly », sur la commune de Romilly-sur-Seine à 6 km à vol d'oiseau, est de 11,2 °C et le cumul annuel moyen de précipitations est de 619,5 mm. 
La température maximale relevée sur cette station est de 42,3 °C, atteinte le 25 juillet 2019 ; la température minimale est de −25,2 °C, atteinte le 6 janvier 1971,,.
Les paramètres climatiques de la commune ont été estimés pour le milieu du siècle (2041-2070) selon différents scénarios d'émission de gaz à effet de serre à partir des nouvelles projections climatiques de référence DRIAS-2020. Ils sont consultables sur un site dédié publié par Météo-France en novembre 2022.

## Urbanisme

### Typologie
Au 1er janvier 2024, Gélannes est catégorisée commune rurale à habitat dispersé, selon la nouvelle grille communale de densité à 7 niveaux définie par l'Insee en 2022.
Elle est située hors unité urbaine. Par ailleurs la commune fait partie de l'aire d'attraction de Romilly-sur-Seine, dont elle est une commune de la couronne,. Cette aire, qui regroupe 26 communes, est catégorisée dans les aires de moins de 50 000 habitants,.

### Occupation des sols
L'occupation des sols de la commune, telle qu'elle ressort de la base de données européenne d’occupation biophysique des sols Corine Land Cover (CLC), est marquée par l'importance des territoires agricoles (95,6 % en 2018), une proportion sensiblement équivalente à celle de 1990 (95,8 %). La répartition détaillée en 2018 est la suivante : 
terres arables (92,9 %), zones urbanisées (4,4 %), zones agricoles hétérogènes (2,7 %). L'évolution de l’occupation des sols de la commune et de ses infrastructures peut être observée sur les différentes représentations cartographiques du territoire : la carte de Cassini (XVIIIe siècle), la carte d'état-major (1820-1866) et les cartes ou photos aériennes de l'IGN pour la période actuelle (1950 à aujourd'hui).

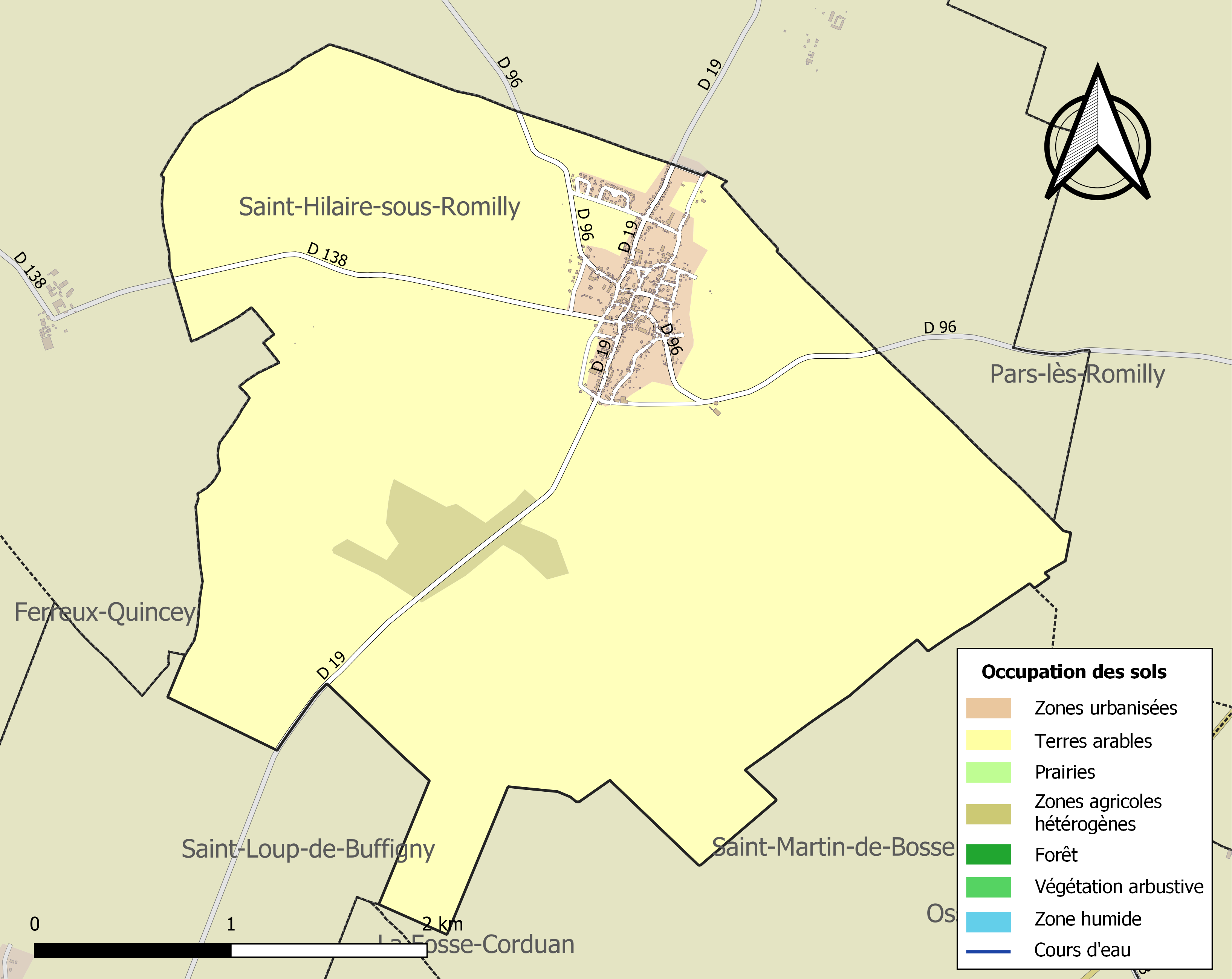
Carte des infrastructures et de l'occupation des sols de la commune en 2018 (CLC).

## Histoire
L'église au portail ouest de style roman date du début du XIIe siècle ; au XIIIe siècle, la seigneurie appartenait à une des plus anciennes et des plus puissantes lignées de la noblesse champenoise : la noble maison champenoise de Traînel, attestée dès 1079 en la personne de Pons Ier, seigneur de Pont et de Traînel. Cette lignée s'éteignit au XIVe siècle.
En 1885, Gélannes se dote d'une mairie-école.
L'émergence économique de la commune commença avant le règne de Louis XIV avec la bonneterie, qui se développa jusqu'au milieu du XXe siècle. Son essor s'étendit sur toute la région, avec un apogée entre 1910 et 1930 avec notamment l'usine 'Dubreuilh', fermée en 1970.
À la Saint-Louis, fête des bonnetiers, les hommes et les femmes portaient leurs costumes de fête, soit 
- pour les hommes : costumes trois pièces sombres, 
- pour les femmes : robes longues à manches gigot, de grands chapeaux en mousseline avec des fleurs incrustées et des bottillons.
La commune de Gélannes est également connue pour sa fête du village, célébrée le 24 août, jour de la Saint-Barthélemy qui est le saint patron communal. Cette fête s'essouffle après la Seconde Guerre Mondiale avec la venue de nouveaux loisirs qui éclipsent les fêtes traditionnelles. La fête de la Saint-Barthélemy durait 3 jours et se constituait d'une messe et d'une procession le dimanche matin, ainsi qu'un bal et une fête foraine le dimanche soir sur la Place Publique.
La commune de Gélannes possédait également des sociétés de musique ou bien encore des sociétés de sport telle que l'Amicale (un club de gymnastique).

## Héraldique
|  | Les armes de la ville se blasonnent ainsi : D’azur à la comète d’or posée en barre filant vers la pointe, au chef cousu de gueules chargé d’un bobinon d’argent posé en pal, accosté de deux gerbes de blé aussi d’or. |

## Politique et administration
| Période                                  | Période  | Identité                               | Étiquette | Qualité |
| ---------------------------------------- | -------- | -------------------------------------- | --------- | ------- |
| avant 1995                               | ?        | Jean Fournier                          | PCF       |         |
| mars 2001                                | 2014     | Frédéric Mereghetti                    |           |         |
| mars 2014                                | En cours | Richard Réélu pour le mandat 2020-2026 | DVG       | Ouvrier |
| Les données manquantes sont à compléter. |          |                                        |           |         |

## Démographie
L'évolution du nombre d'habitants est connue à travers les recensements de la population effectués dans la commune depuis 1793. Pour les communes de moins de 10 000 habitants, une enquête de recensement portant sur toute la population est réalisée tous les cinq ans, les populations de référence des années intermédiaires étant quant à elles estimées par interpolation ou extrapolation. Pour la commune, le premier recensement exhaustif entrant dans le cadre du nouveau dispositif a été réalisé en 2007.

En 2022, la commune comptait 704 habitants, en évolution de −4,74 % par rapport à 2016 (Aube : +0,7 %, France hors Mayotte : +2,11 %).
| 1793 | 1800 | 1806 | 1821 | 1831 | 1836 | 1841 | 1846 | 1851 |
| ---- | ---- | ---- | ---- | ---- | ---- | ---- | ---- | ---- |
| 400  | 421  | 417  | 447  | 446  | 496  | 592  | 622  | 609  |

| 1856 | 1861 | 1866 | 1872 | 1876 | 1881 | 1886 | 1891 | 1896 |
| ---- | ---- | ---- | ---- | ---- | ---- | ---- | ---- | ---- |
| 624  | 651  | 644  | 609  | 622  | 632  | 690  | 676  | 716  |

| 1901 | 1906 | 1911 | 1921 | 1926 | 1931 | 1936 | 1946 | 1954 |
| ---- | ---- | ---- | ---- | ---- | ---- | ---- | ---- | ---- |
| 635  | 624  | 637  | 561  | 573  | 607  | 558  | 552  | 560  |

| 1962 | 1968 | 1975 | 1982 | 1990 | 1999 | 2006 | 2007 | 2012 |
| ---- | ---- | ---- | ---- | ---- | ---- | ---- | ---- | ---- |
| 533  | 480  | 510  | 625  | 662  | 706  | 723  | 726  | 730  |

| 2017 | 2022 | - | - | - | - | - | - | - |
| ---- | ---- | - | - | - | - | - | - | - |
| 736  | 704  | - | - | - | - | - | - | - |

## Lieux et monuments
- Église Saint-Barthélémy de Gélannes.

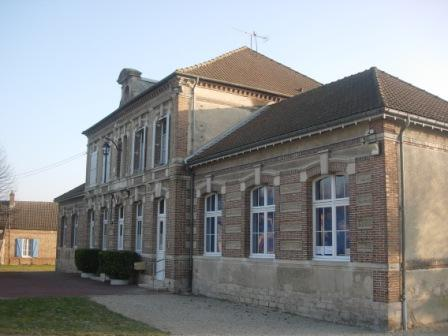
La mairie et l’école de Gélannes.
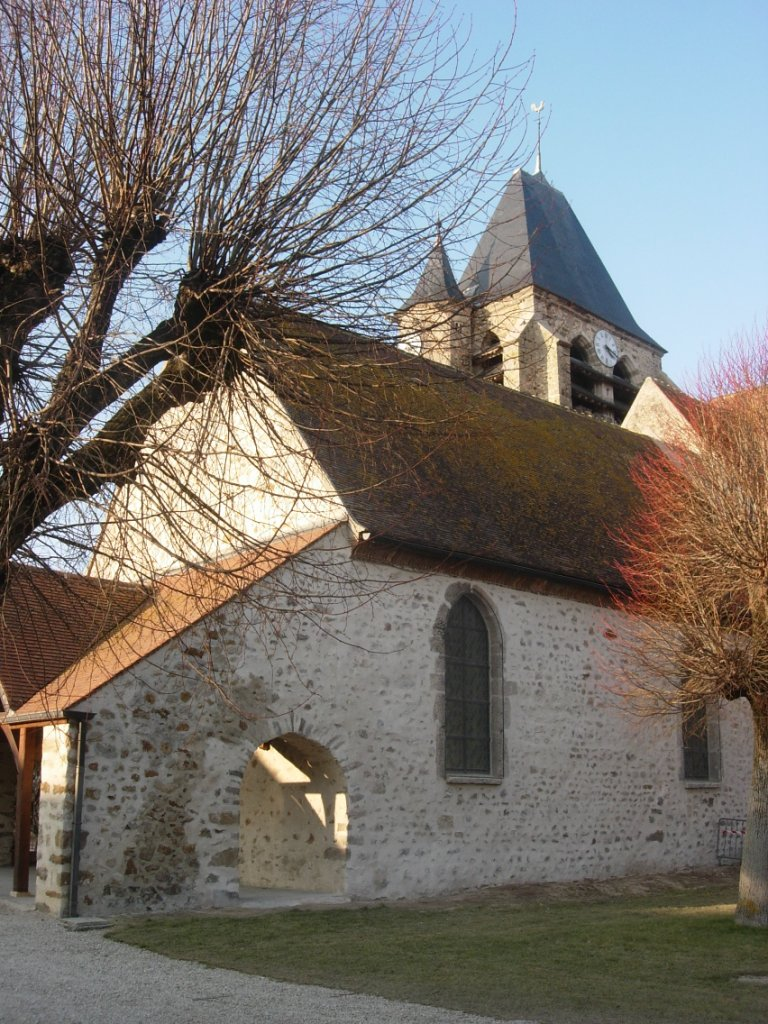
L'église.
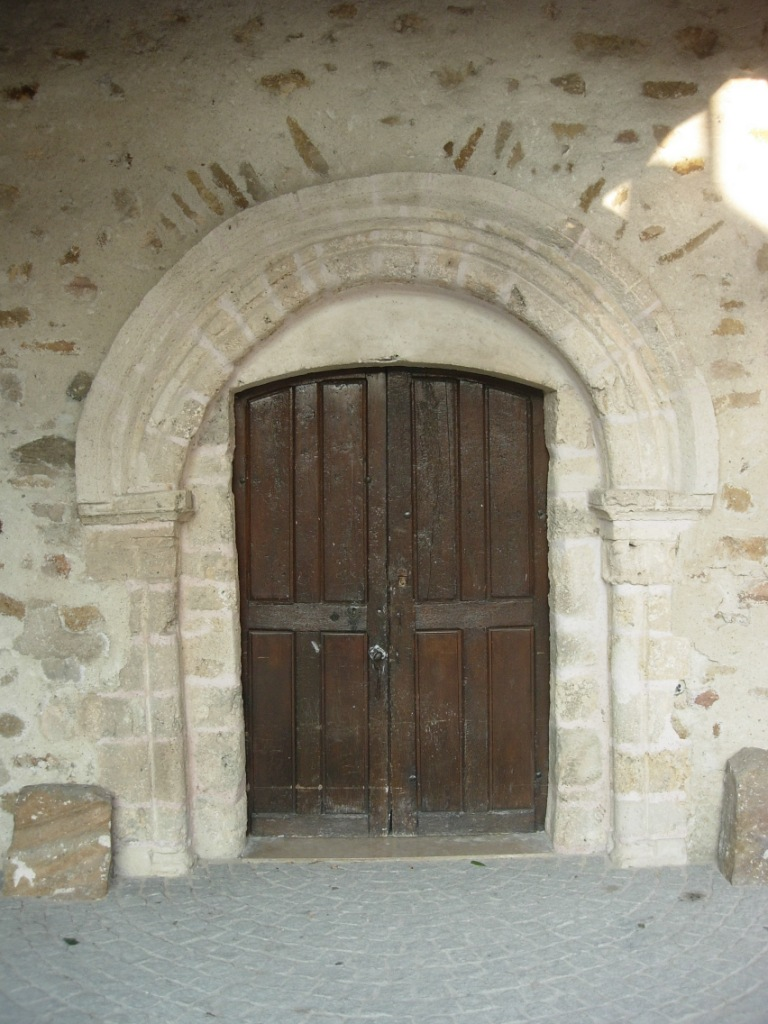
Le porche roman de l'église.
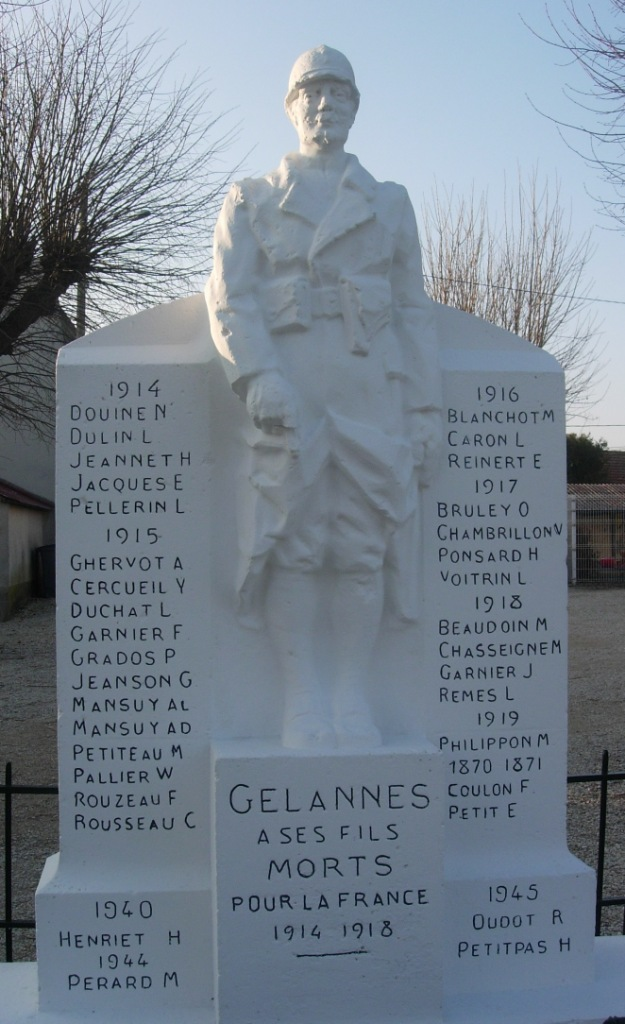
Le monument aux morts.

## Personnalités liées à la commune
- Paul Berthier (d) (1866-19..), fils de l'instituteur de Gélannes, lui-même instituteur, d'abord à La Ville-aux-Bois (jusqu'en 1889), puis à Plessis-Gatebled (1889-1897) et enfin aux Noës (1897-v. 1900), puis négociant en vin à Pars-lès-Romilly, auteur d'ouvrages récompensés sur l'agriculture et, sous le pseudonyme de « Lamy Dusol », d'articles consacrés au même sujet dans L'Écho nogentais.